# Corcyrogobius lubbocki
Corcyrogobius lubbocki é uma espécie de peixe da família Gobiidae e da ordem Perciformes.

## Morfologia
- Os machos podem atingir 2 cm de comprimento total.[4][5]

## Habitat
É um peixe marítimo, de clima tropical e demersal que vive entre 10–30 m de profundidade.

## Distribuição geográfica
É encontrado no Oceano Atlântico oriental: Annobón (Guiné Equatorial) e Gana.

## Observações
É inofensivo para os humanos.